# La pianista (romanzo)
La pianista è un romanzo della scrittrice austriaca Elfriede Jelinek che ha vinto il premio Nobel per la Letteratura nel 2004.
Dal romanzo è stato tratto dal regista Michael Haneke il film omonimo interpretato da Isabel Huppert e Annie Girardot che venne premiato nel 2001 al Festival del Cinema di Cannes.

## Trama
Erika Kohut è un'insegnante quarantenne di pianoforte che vive con la madre un rapporto tormentato. È sorvegliata continuamente, frenata nei suoi entusiasmi, schiavizzata e si conforta comprando abiti costosi che appende nell'armadio senza poterli indossare. Erika, per ricercare la sua identità sessuale, con un senso di autolesionismo e voyeurismo, prima di tornare a casa dove l'attende la tirannica madre, si reca negli squallidi peep-show della periferia di Vienna, nei cinema a luci rosse o tra le siepi del Prater. Il tentativo di Erika di legarsi con il suo allievo Walter Klemmer finirà in una "catastrofe sadomasochista" ed Erika, ferita e vinta, ritornerà a casa:
Il linguaggio che usa l'autrice è tagliente e impietoso e la scrittura si avvale di similitudini, di metafore vorticose e di giri di parole. Ella non risparmia nessuno, né l'amore materno, né il genere pornografico, né i miti musical - culturali di Vienna, né le ipocrisie del mondo borghese in cui vive, istruito e stupido.

## Edizioni
- Elfriede Jelinek, La pianista, traduzione di  Rossana Sarchielli, collana Gli struzzi, Einaudi, 2005,  p. 294, ISBN 88-06-17633-1.